# 799 Ґудула
799 Ґудула (799 Gudula) — астероїд головного поясу, відкритий 9 березня 1915 року.
Тіссеранів параметр щодо Юпітера — 3,439.